# Irréversible (ścieżka dźwiękowa)
Irréversible – ścieżka dźwiękowa z filmu Nieodwracalne. Został wyprodukowany przez Thomasa Bangaltera.
Album został wydany w dwóch wersjach – amerykańskiej i europejskiej (rozprowadzanej także w reszcie świata). Wersja amerykańska została wydana jako solowy album Thomasa Bangaltera i zawiera tylko utwory jego autorstwa.

## Lista utworów
(Wszystkie utwory autorstwa Thomasa Bangaltera, jeśli nie zaznaczono inaczej)

### Edycja europejska
1. Irreversible (6:32)
2. Tempus Edax Rerum (1:14)
3. Ludwig van Beethoven – IX symfonia w d-moll – fragment (1:49)
4. Rectum (6:23)
5. Night Beats (2:17)
6. Stress (6:42)
7. Paris by Night (6:07)
8. Outrage (6:29)
9. Outrun (5:42)
10. Spinal Scratch (6:30)
11. Extra Dry (4:57)
12. Desaccords (3:49)
13. Ventura / Into the Tunnel (5:48)
14. Étienne Daho – Mon Manège à moi (3:51)
15. Ludwig van Beethoven – VII symfonia w A-dur – fragment (3:23)
16. The End (1:14)

### Edycja amerykańska
1. Irreversible (6:32)
2. Tempus Edax Rerum (1:14)
3. Rectum (6:23)
4. Night Beats (2:17)
5. Stress (6:42)
6. Paris by Night (6:07)
7. Outrage (6:29)
8. Outrun (5:42)
9. Spinal Scratch (6:30)
10. Extra Dry (4:57)
11. Desaccords (3:49)
12. Ventura / Into the Tunnel (5:48)
13. The End (1:14)